# 木村朱炎
木村 朱炎（きむら しゅえん、1939年12月3日 - ）は、東京都北区生まれの書家。夫の木村東道に師事。本名は寿子、朱炎は号。月刊書道専門指導書『清風』の発行人、清風書道展の主宰である。

## 役職
- 社団法人日本書作家協会副会長
- 清風会会長
- 新興書道展
  - 副会長
  - 総務
  - 一部審査会員
- 毎日書道展漢字部審査会員